# Thorvald Stoltenberg
 Der er for få eller ingen kildehenvisninger i denne artikel, hvilket er et problem. Du kan hjælpe ved at angive troværdige kilder til de påstande, som fremføres i artiklen.

Thorvald Stoltenberg (født 8. juli 1931 i Oslo, død 13. juli 2018) var en norsk politiker (Arbeiderpartiet) og diplomat, der har været forsvarsminister 1979-1981 og udenrigsminister 1987-1989 og 1990-1993. 
Stoltenberg var desuden været Norges ambassadør ved FN 1989-1990 og FN's flygtningehøjkommissær i 1990. Fra 1996 til 1999 var han Norges ambassadør i Danmark.
Stoltenberg blev jurist i 1957 efter studier i Norge, Østrig, Schweiz, USA og Finland. Han blev ansat i det norske  Utenriksdepartementet, i 1958, og blev vicekonsul i San Francisco i 1959-1961. Samme år blev han ambassadesekretær i Beograd, hvilket han var til 1964. Året efter vendte han hjem til Norge og blev sekretær for udenrigsministeren i 1965. Han var i løbet af 1970'erne statssekretær for flere socialdemokratisk ledede regeringer og var 1970-1973 og 1981-1983 international sekretær i norsk LO.
Sammen med Knut Frydenlund og Johan Jørgen Holst regnes Stoltenberg for at være arkitekten bag Arbeiderpartiets udenrigspolitiske linje fra 1976 til 1994. Han var forsvarsminister 1979-1981 og udenrigsminister 1987-1989 og 1990-1993. Fra 1989 til 1990 var han Norges ambassadør til FN, og i 1990 var han kortvarigt FN's flygtningehøjkommissær. Det bragte ham i 1993 til posten som FN's særlige udsending til det tidligere Jugoslavien. Fra 1996 til 1999 fungerede han som Norges ambassadør til Danmark, og fra 1999 til 3. oktober 2008 var han præsident for Norges Røde Kors. Stoltenberg er den eneste, der har beklædt posten i tre perioder.
Han var far til Jens Stoltenberg (født 1959), der har været Norges statsminister fra 2000 til 2001 og igen fra 2005 til 2013.